# 圣则济利亚堂 (博洛尼亚)

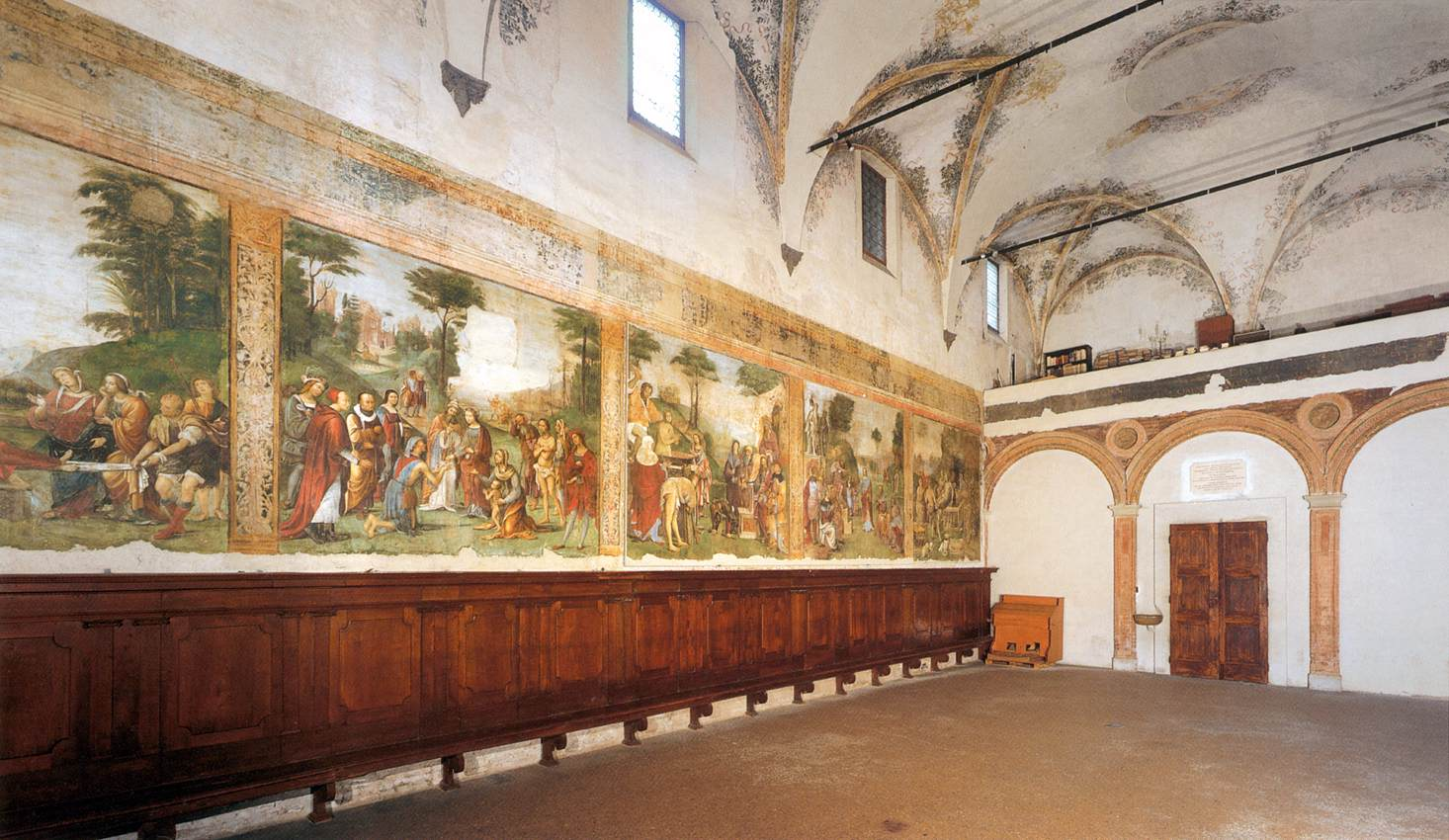

圣则济利亚堂（Oratorio di Santa Cecilia）是一个天主教的宗教场所，位于意大利博洛尼亚市中心的赞博尼街（Via Zamboni）, 毗邻圣雅各伯圣殿（San Giacomo Maggiore）的门廊。
這座建築的建造日期不詳，但根據13世紀的一份文件中的報導，它肯定是在聖伯多祿主教座堂建造之前建成。它由当时博洛尼亚的统治者乔瓦尼二世·本蒂沃格里奥下令建造，兴建在一座罗马式教堂的原址上。 早在1267年，這座教堂就被分配給了 艾米納定．聖亞哥是㒹奴 (Eremitani di Sant'Agostino)，他在1323年實際擁有了它，而相鄰的修道院仍在建設中。 第一座建築沒有留下任何痕跡，因為在1359年，博洛尼亞主教授予 Eremitani 重建教堂。在古代，這座建築在街道上有一個立面，隨著拱廊的建設而消失，因此有必要在1483年由加斯帕雷·納迪 (Gaspare Nadi) 實施調整。 當年建造了本蒂沃利奧教堂，縮小了古老教堂前的空間。 今天，也是為了紀念聖塞西莉亞的滴定，它被用作音樂廳，並在正常開放時間對遊客開放。該教堂在15世紀下半葉再次進行了改造。从1505年开始，多位与本蒂沃利奥宫廷有关的文艺复兴画家, 包括弗朗切斯科·弗兰奇亚、洛伦佐·科斯塔和阿米科·阿斯佩蒂尼，在教堂入口两侧的墙壁上，有十幅壁画，描绘了圣则济利亚和她的丈夫华肋廉（Valerianus）的生活场景。。
以下十幅壁画各自的作者并不完全清楚：
1. 则济利亚和华肋廉的婚礼
2. 教宗圣烏爾巴諾一世向华肋廉传教
3. 华肋廉受烏爾巴諾一世的洗礼
4. 圣则济利亚和华肋廉由天使加冕
5. 圣华肋廉和諦步爵（Tiburtius）殉道（阿斯佩蒂尼绘）
6. 殉道者的葬礼（阿斯佩蒂尼绘）
7. 圣则济利亚受审
8. 圣则济利亚殉道
9. 圣则济利亚把所有的物品都捐给穷人
10. 圣则济利亚的葬礼

参与这些或以后作品的其他艺术家包括弗朗切斯科·卡瓦佐尼、蒂布尔齐奥·帕萨罗蒂（巴托洛梅奥·帕萨罗蒂之子）、切萨雷·巴格里奥尼、切萨雷·塔马罗西奥、乔瓦尼·玛丽亚·奇奥达罗、巴托洛梅奥·巴格纳卡瓦洛和比亚吉奥·普皮尼。正祭台的祭坛画是弗兰西亚的十字架，现藏于国立博洛尼亞画廊, 在此小堂外曾经有一幅14世纪的壁画，由乔瓦尼·迪·奥托内洛所绘。

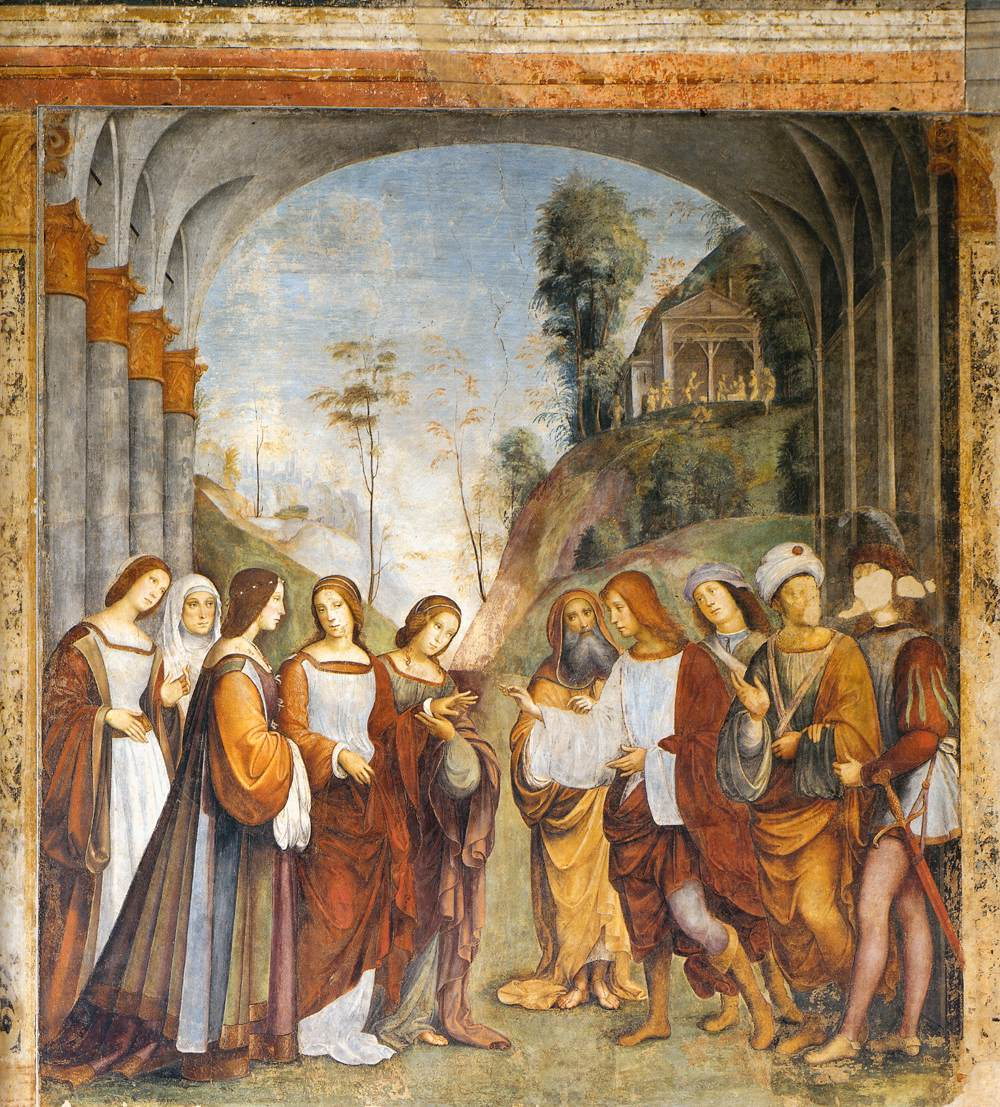
则济利亚和华肋廉的婚礼
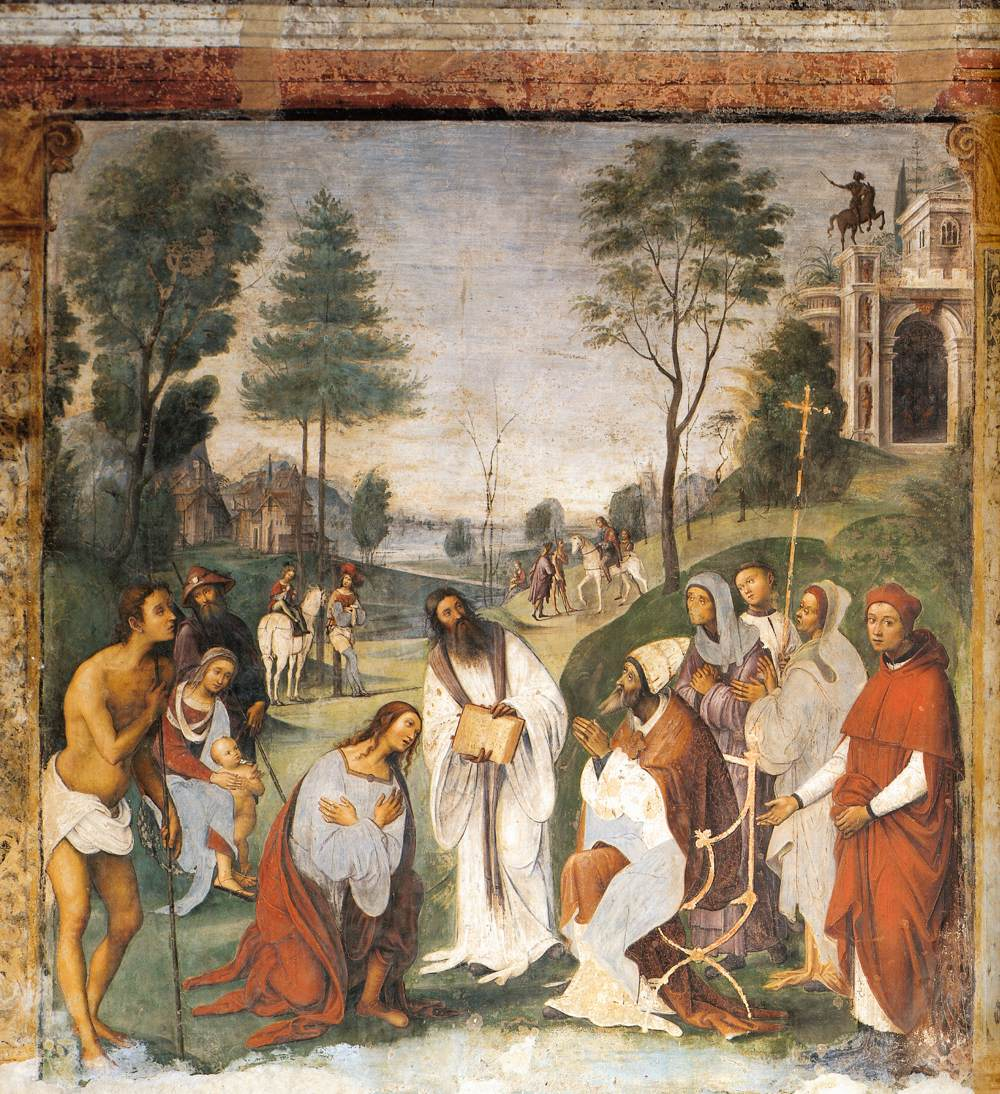
教宗圣烏爾巴諾一世向华肋廉传教，科斯塔绘
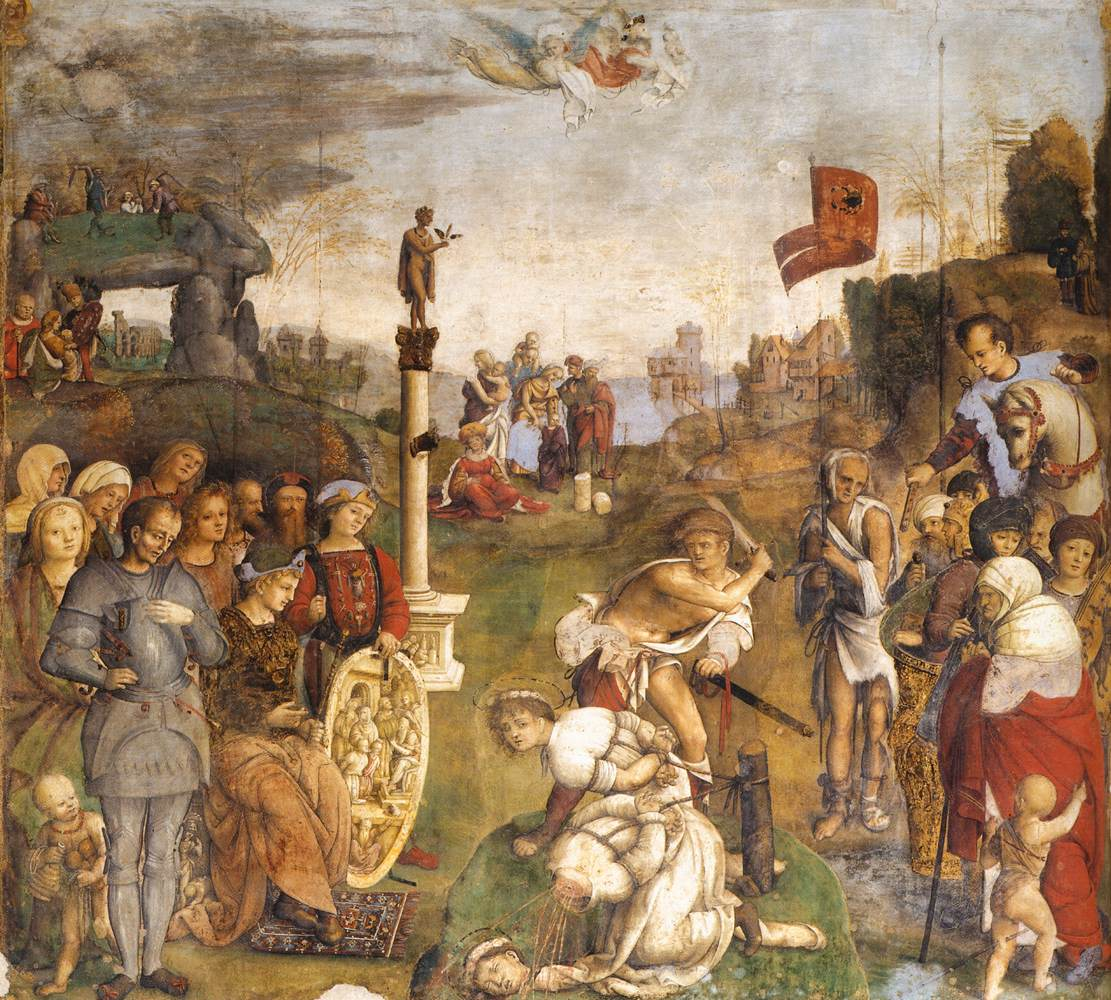
圣华肋廉和諦步爵殉道，阿斯佩蒂尼绘
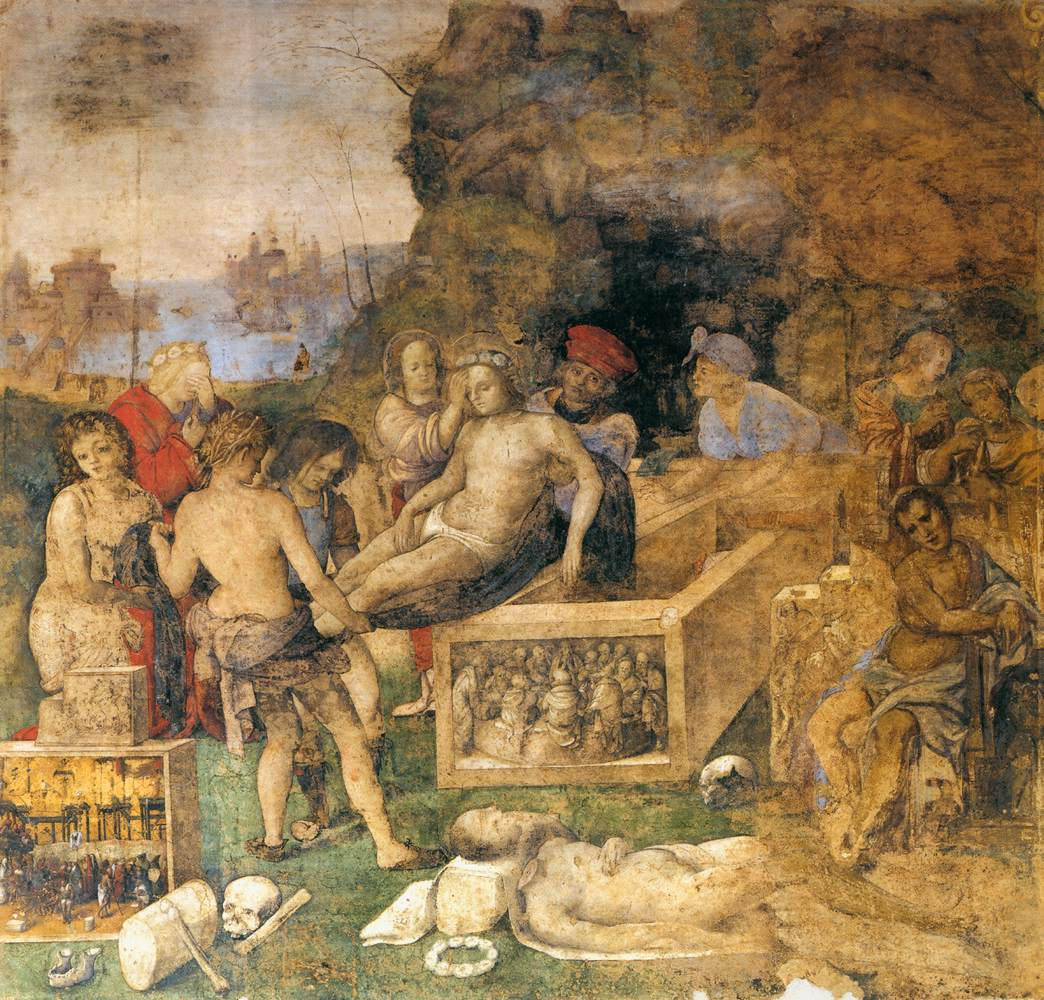
圣华肋廉和諦步爵的葬礼，阿斯佩蒂尼绘
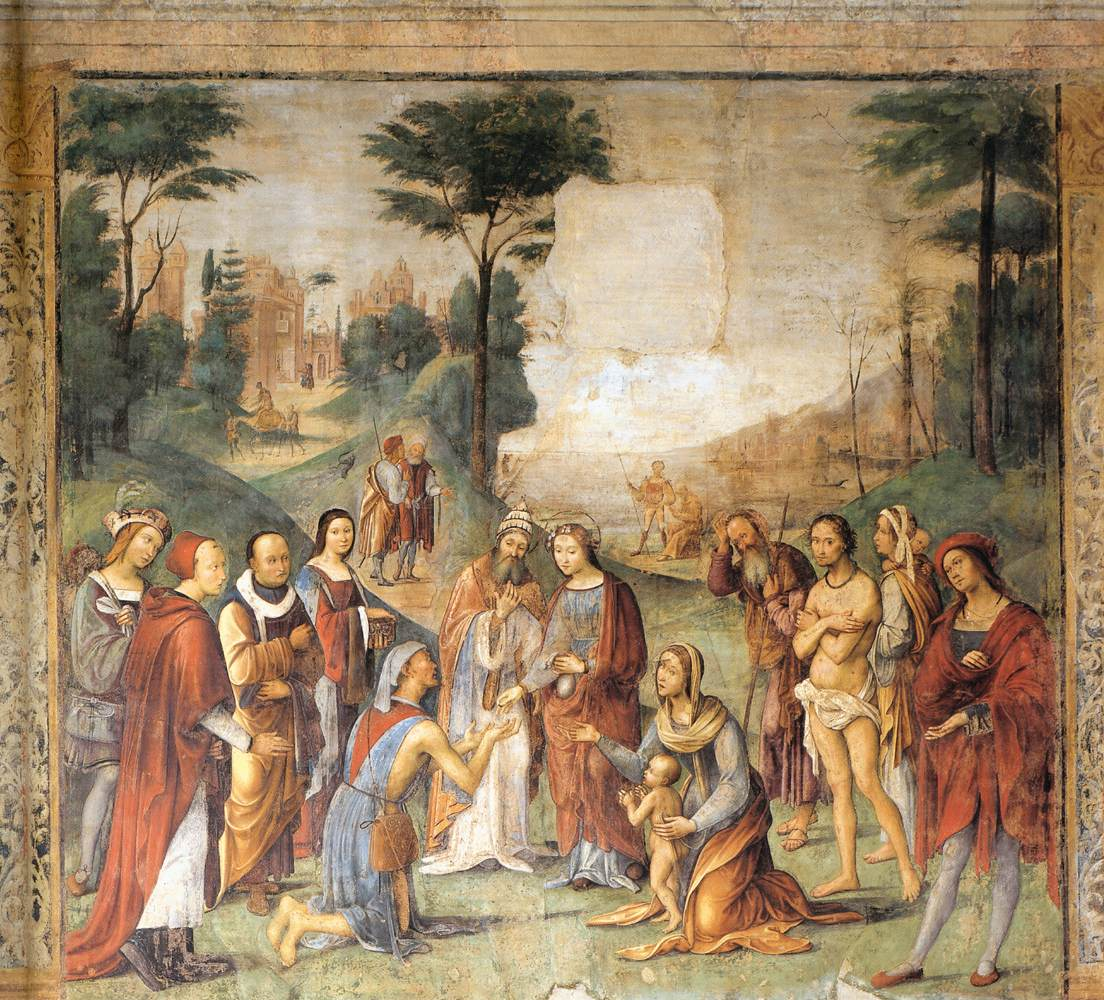
圣则济利亚的慈善，科斯塔绘
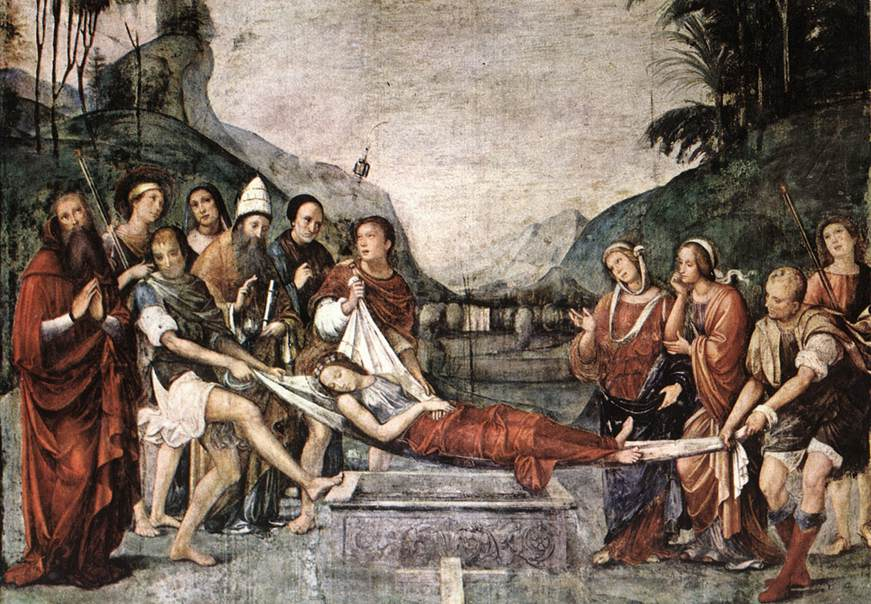
圣则济利亚的葬礼, 弗兰奇亚绘